# 클로드 유트라
클로드 유트라(Claude Jutra, 1930년 3월 11일 ~ 1986년 11월 5일)는 캐나다의 영화 감독, 배우, 각본가, 영화배우, 텔레비전 배우이다.
몬트리올에서 태어났으며 몬트리올에서 사망하였다. 사인은 익사이다.

## 영화
- 리엘 (1979년)
- 우리 아저씨 앙트완느 (1971년)
- 액트 오브 더 하트 (1970년)
- 어 체어리 테일 (1957년)